# Вольф-Дітріх Г'ю
Вольф-Дітріх Г'ю (нім. Wolf-Dietrich Huy; 2 серпня 1917, Фрайбург — 13 липня 2003, Гернсбах) — німецький льотчик-ас, гауптман люфтваффе. Кавалер Лицарського хреста Залізного хреста з дубовим листям.

## Біографія
Син лісника. В 1935 року вступив у ВМФ, з 1937 року — пілот морської авіації. 1 липня 1939 року зарахований в 5-ту (винищувальну) ескадрилью 186-ї транспортної групи. Учасник Норвезької кампанії. З липня 1940 року — ад'ютант 3-ї групи 77-ї винищувальної ескадри. У квітні-травні 1941 року командував 7-ю ескадрильєю під час боїв в Греції і біля Криту, де пошкодив кілька кораблів. Учасник німецько-радянської війни, командир 3-ї групи своєї ескадри. В жовтні 1942 року група Г'ю була перекинута в Північну Африку. 29 жовтня літак Г'ю був підбитий британськими винищувачами, він був змушений сісти на території, підконтрольній британцям, і потрапив в полон.
Всього за час бойових дій здійснив близько 500 бойових вильотів (більшість проти наземних і морських цілей) і збив 40 ворожих літаків (з них 32 радянських).

## Звання
- Кадет (1935)
- Фенріх-цур-зее (1935)
- Лейтенант-цур-зее (1936)
- Оберлейтенант (1938)
- Гауптман (1 квітня 1942)

## Нагороди
- Медаль «За вислугу років у Вермахті» 4-го класу (4 роки)
- Нагрудний знак пілота
- Залізний хрест
  - 2-го класу (1 грудня 1939)
  - 1-го класу (1 травня 1941)
- Орден «Доблесний авіатор», лицарський хрест (Румунське королівство; 1941)
- Лицарський хрест Залізного хреста з дубовим листям
  - лицарський хрест (5 липня 1941) — з 9 повітряних перемог і відмінні бомбардувальні операції під час боїв за Крит, в ході яких Г'ю потопив кораблі загальною водотоннажністю 36 000 брт, а також пошкодив лінкор, крейсер і есмінець.
  - дубове листя (№ 83; 17 березня 1942) — за 32 перемоги.
- Почесний Кубок Люфтваффе (25 січня 1942)
- Авіаційна планка винищувача в золоті з підвіскою «200»
- Нагрудний знак «За поранення» в сріблі